# 526 Jena
Jena (asteroide 526) é um asteroide da cintura principal com um diâmetro de 41,49 quilómetros, a 2,6843791 UA. Possui uma excentricidade de 0,1390383 e um período orbital de 2 010,88 dias (5,51 anos).
Jena tem uma velocidade orbital média de 16,86796597 km/s e uma inclinação de 2,17156º.
Este asteroide foi descoberto em 14 de Março de 1904 por Max Wolf.